# Nyikolaj Alekszandrovics Prudnyikov
Nyikolaj Alekszandrovics Prudnyikov (oroszul: Прудников Николай Александрович; Sklov, 1998. január 1. –) orosz korosztályos válogatott labdarúgó, az Urartu támadója.

## Pályafutása

### Klubcsapatokban
Prudnyikov az orosz harmadosztályú Chertanovo Moscow akadémiáján nevelkedett, az első számú csapatban 2016. április 10-én góllal debütált a Zenit Penza csapata ellen. 2017 nyarán szerződtette őt az orosz másodosztályú Zenyit Szankt-Petyerburg-2; a klub színieben 2017 és 2020 között ötvenegy mérkőzésen hat gólt szerzett. Prudnyikov 2020 nyara és 2022 nyara között a szintén másodosztályú Orenburg csapatában hatvanhárom mérkőzésen tizenhárom gólt szerzett. 2022 decemberében leigazolta őt a magyar élvonalbeli Mezőkövesd csapata.

### Válogatott
Többszörös orosz korosztályos válogatott, tagja volt a 2015-ös U17-es labdarúgó-világbajnokságon szerepelt orosz keretnek.